# Anton Schwetter
Anton Schwetter (* am 10. Februar 1850 in Untertannowitz, Südmähren; † am 27. Februar 1917 in Neumarkt in Steiermark) war ein österreichischer Pädagoge, Heimatforscher und Autor.

## Leben
Im Jahr 1879 wird er als Bürgerschullehrer in Amstetten genannt. Ab September 1881 unterrichtete er als provisorischer Unterlehrer in Wien und wurde im März 1900 zum Oberlehrer ernannt. Zum Besuch der Pariser Weltausstellung im Jahr 1900 war er einer jener fünf Wiener Lehrer, die hierfür ein Stipendium erhielten. Im Februar 1914 überreichte ihm der Wiener Bürgermeister Richard Weiskirchner die Ehrenmedaille für vierzigjährige treue Dienste.
Als Lehrer verfasste er zahlreiche Lehrbehelfe, denn damals waren Schulbücher Mangelware und zudem von den Eltern zu finanzieren, sofern sie nicht aus der Schülerlade bezogen werden konnten. Aus einer derartigen Sammlung loser Blätter entstand auch sein erstes Buch, das 1879 als Schulbuch der Heimatkunde gedruckt wurde und 1882 als komplett überarbeitetes, zweibändiges Heimatkundebuch über den Bezirk Amstetten erschien. Ebenso erschien eine Heimatkunde über den politische Bezirk Nikolsburg und einige Leitfäden für den Schulbetrieb. Für seine Abhandlung über den Luftkurort Neumarkt in Steiermark wurde er mit der Ehrenbürgerschaft versehen. Heute erinnert in Neumarkt noch die Anton-Schwetter-Gasse an ihn.

## Werke
- mit Siegfried Kern[6]: Heimatskunde der Bezirkshauptmannschaft Amstetten. Verlag A. Queiser, Amstetten 1879.
- Heimatskunde der k.k. Bezirkshauptmannschaft Amstetten. Verlag F. Kühlkopf, Stockerau 1882, 2 Bände.
- Führer zur Sängerreise des Männergesangvereines "Schubertbund" in Wien nach Norddeutschland. Verlag Rudolf Brzezowsky & Söhn, Wien 1891.
- mit Friedrich Gauster: Der klimatische Höhen-Kurort Neumarkt in Steiermark. Verlag Braumüller, 1893.
- Einführung in die Amts- und Berufsgeschäfte der Schulleiter und Lehrer an Volks- und Bürgerschulen in Wien und Niederösterreich. Verlag  F. Deuticke, Wien 1909.